# 昃臣道
昃臣道（英語：Jackson Road）是香港香港島中西區的一條街道，位於中環香港會及遮打花園以西，舊最高法院大樓及皇后像廣場以東，愛丁堡廣場及干諾道中以南，德輔道中以北。

## 歷史
街道的名字來自香港19世紀末著名銀行家及議員湯瑪士·昃臣爵士。
昃臣道是填海所得的地皮，平坦路是一條行車馬路，兩旁是行人路。昃臣道的南段（遮打道以南）於1984年9月26日前，曾直接通往德輔道中，在舊最高法院大樓改建期間改為露天停車場，有權泊車的車牌號碼是 AM、LC 等字頭的香港政府及立法會議員車輛。同時該處也經常是指定示威區。
2008年夏季奧林匹克運動會香港區火炬接力曾經途經此道，火炬手是范徐麗泰。

## 鄰近
- 遮打道
- 香港會所大廈
- 中國銀行大廈
- 長江集團中心
- 銀行街
- 會所街
- 香港大會堂
- 香港大會堂紀念花園
- 香港文華東方酒店
- 太子大廈

## 交通
港鐵
- █  荃灣綫、 █  港島綫：中環站

電車
- 屋村巴士車站

天星碼頭多層停車場

## 流行文化
- 香港電影《英雄本色》第二場，周潤發在香港會所大廈門前進食街頭小食豬腸粉，就是在昃臣道拍外景。

## 外部連結
维基共享资源上的相關多媒體資源：昃臣道